# Pesa Jazz
Pesa Jazz – jednoprzestrzenny, niskopodłogowy, wieloczłonowy tramwaj przegubowy produkowany w latach 2013–2021 przez zakłady Pesa w Bydgoszczy. Powstało 115 sztuk w 4 różnych wersjach, które od 2014 roku są eksploatowane przez przedsiębiorstwa komunikacyjne w Warszawie (80 sztuk w 2 wersjach) i Gdańsku (35 sztuk w 2 wersjach). Tramwaje prezentowane były podczas targów InnoTrans w Berlinie i Trako w Gdańsku.

## Historia

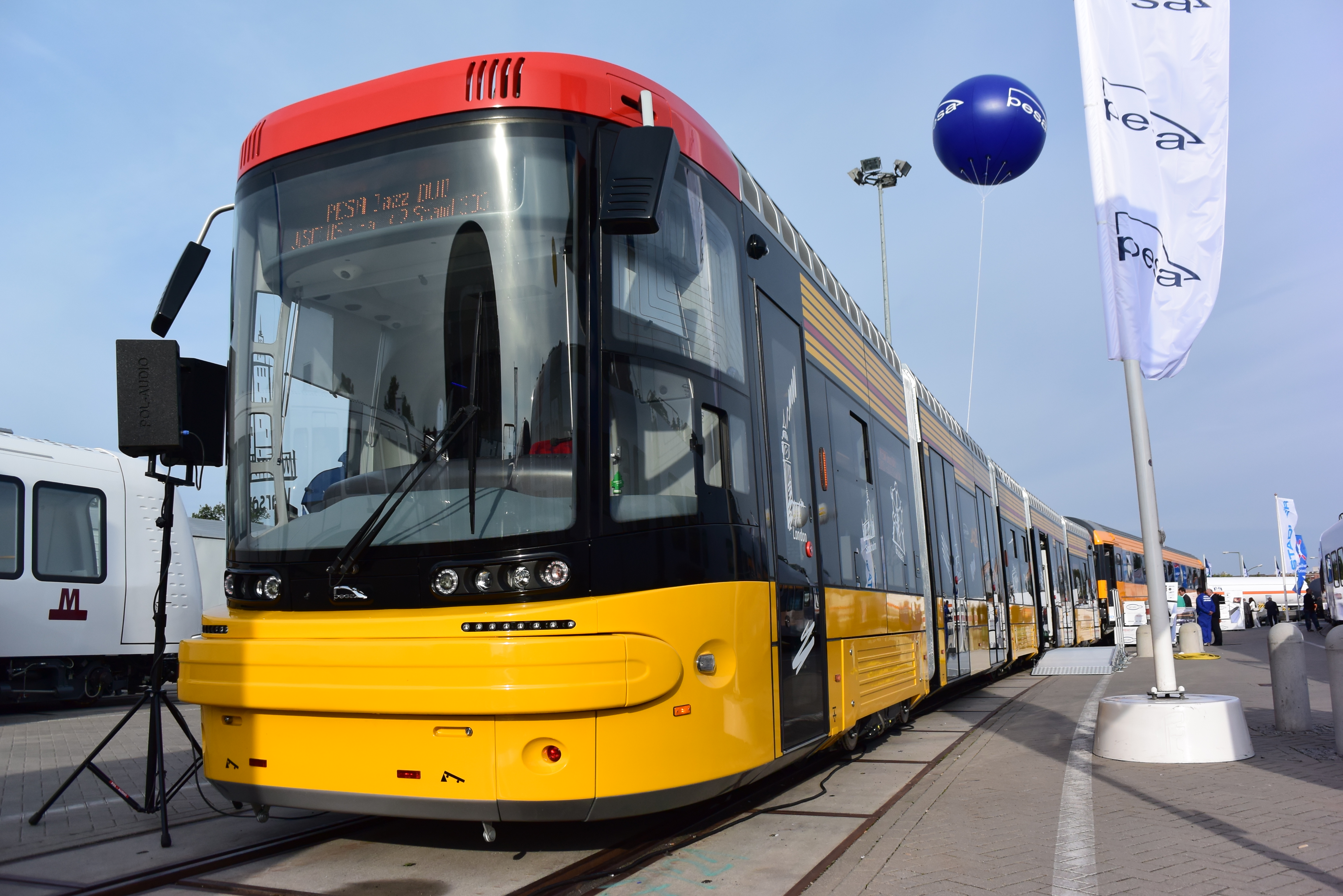
128N podczas prezentacji w Berlinie

### Geneza
Rodzina Jazz powstała na bazie doświadczeń przy konstrukcji i eksploatacji tramwajów z rodzin Tramicus (budowanych w latach 2006–2008) oraz Swing (budowane od 2010 roku). Projekt pierwszego tramwaju nowej rodziny powstał na potrzeby zamówienia dla Warszawy. W przetargu punktowana była m.in. całkowicie płaska podłoga, której nie miały oferowane wcześniej Swingi. Tramwaje Jazz miały spełniać to kryterium, a ponadto, w porównaniu z poprzednikiem – 120Na Swing – miały mieć nieznacznie mniejszą długość, bezosiowe wózki i większy zasobnik energii umożliwiający przejechanie kilkuset metrów bez zasilania, a także mieć zmodyfikowany wygląd zewnętrzny bez wcięć z boku pudła przy podłodze.

### Projekt
Pesa otrzymała dotację na projekt Jazza w ramach grantu „Opracowanie i przetestowanie całkowicie niskopodłogowego tramwaju z niezależnie obracającymi się kołami w skali demonstracyjnej” dofinansowanego przez NCBiR. Projekt powstał w konsorcjum z Wydziałem Transportu Politechniki Warszawskiej. Autorem sylwetki pojazdów jest projektant Bartosz Piotrowski, zaś wnętrza NC.Art.

### Zamówienia
- 21 marca 2013 – podpisanie umowy na dostawę 45 tramwajów typu 128N dla Warszawy[10],
- 25 września 2013 – podpisanie umowy na dostawę 5 tramwajów typu 128NG dla Gdańska[11],
- 15 stycznia 2014 – podpisanie umowy na dostawę 30 tramwajów typu 134N dla Warszawy[12],
- 15 września 2014 – podpisanie umowy na dostawę 5 tramwajów typu 128N dla Warszawy[13],
- 15 lutego 2018 – podpisanie umowy na dostawę 15 tramwajów dla Gdańska[14].

### Prezentacje promocyjne
We wrześniu 2014 na targach InnoTrans w Berlinie Pesa zaprezentowała Jazza Duo 128N, a we wrześniu 2015 na targach Trako w Gdańsku Jazza 134N.

## Konstrukcja

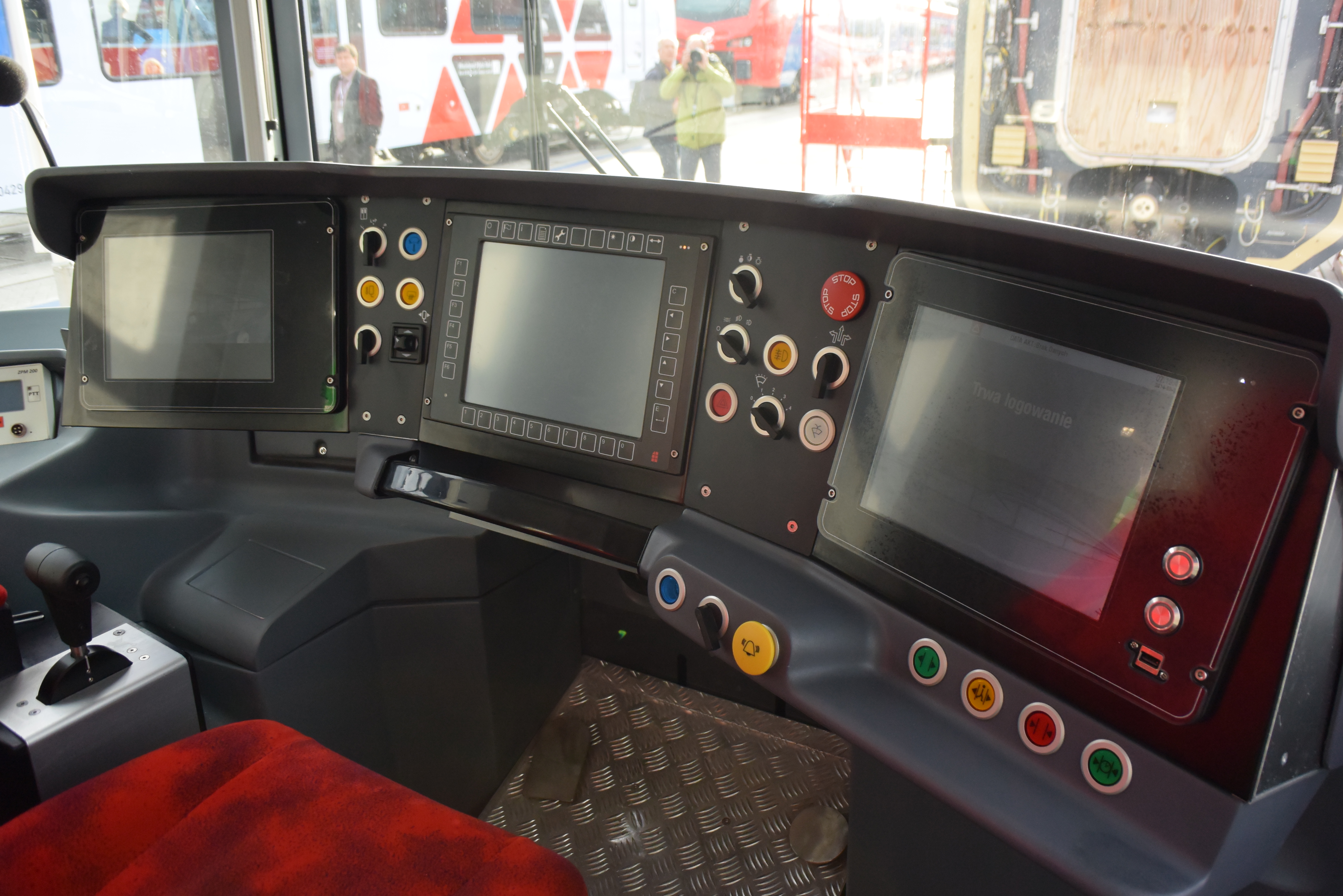
Kabina motorniczego w 128N

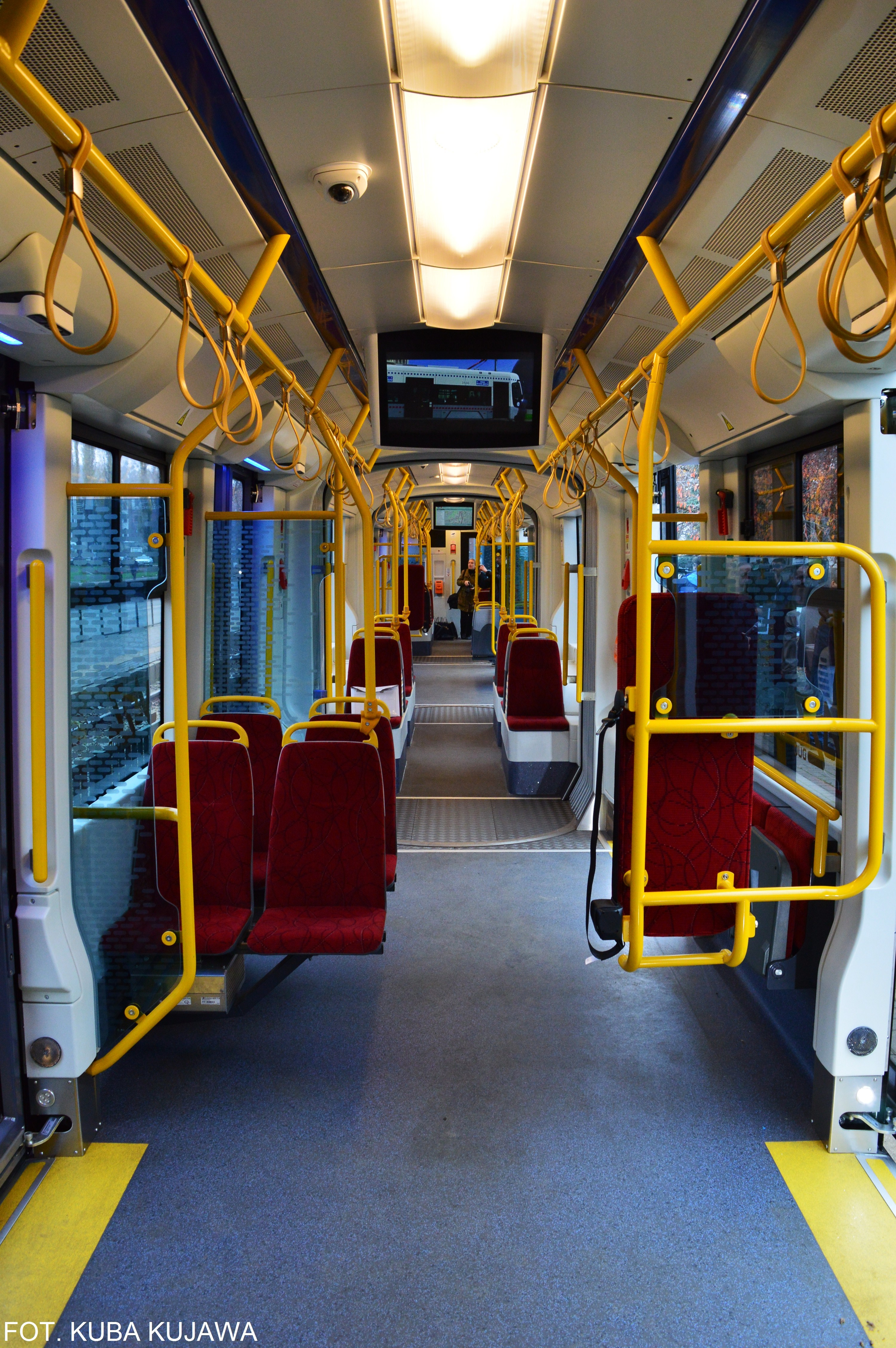
Wnętrze 128NG

Jazzy to tramwaje niskopodłogowe z podłogą na wysokości 350 mm ponad główką szyny. Pojazdy te mają bezosiowe wózki, dzięki czemu nie mają nad nimi wzniosów. Ze względu na rezygnację z osi, każde koło ma indywidualny zestaw napędowy. Wozy z tej rodziny nie mają również wcięć w dolnej części pudła. Tramwaje posiadają udogodnienia ułatwiające wjazd wózków inwalidzkich.

### Charakterystyka ogólna
| Typ | Długość | Szerokość pudła | Rozstaw toru | Typ silnika     | Miejsca siedzące | Właściwości |                      |
| --- | ------- | --------------- | ------------ | --------------- | ---------------- | --- | -------------------- |
| 128N | 29,7 m  | 2,4 m           | 1435 mm      | TSA             | 28               | pojazd dwukierunkowy · klimatyzacja przestrzeni pasażerskiej · zasobniki energii                                   | [ 1 ] [ 20 ] [ 24 ]  |
| 128NG | 29,7 m  | 2,4 m           | 1435 mm      | TSA TMR 35-18-4 | 28               | pojazd dwukierunkowy · klimatyzacja przestrzeni pasażerskiej                                                       | [ 25 ] [ 18 ]        |
| 134N | 19,3 m  |                 | 1435 mm      |                 | 27               | klimatyzacja przestrzeni pasażerskiej · zasobniki energii                                                          | [ 26 ]               |
| Gdańsk 2 | 29,7 m  | 2,4 m           | 1435 mm      |                 | 28               | pojazd dwukierunkowy · klimatyzacja przestrzeni pasażerskiej · ładowarki USB · zasobniki energii · przewóz rowerów | [ 14 ] [ 27 ] [ 28 ] |
| – tramwaj dwukierunkowy – klimatyzacja – automaty biletowe – zasobniki energii – przewóz rowerów; – ładowarki USB |         |                 |              |                 |                  | |                      |

### Wyposażenie dodatkowe
Jazzy dla Warszawy (128N i 134N) wyposażone są w system umożliwiający gromadzenie energii elektrycznej z hamowania oraz możliwość korzystania zeń do zasilania obwodów pomocniczych pojazdu czy do napędu pojazdu w sytuacji braku napięcia w sieci. Energia gromadzona jest w superkondensatorach.
Tramwaje dla Gdańska (128NG) zostały przystosowane do pokonywania wzniesień wynoszących do 6% na długości do 600 m. Jazzy dla Gdańska były fabrycznie wyposażone w wysuwane spod spodu pojazdu platformy dla niepełnosprawnych, jednak ze względu na niedostosowanie części przystanków do takich platform podjęto decyzję o zastąpieniu ich rampami odkładanymi do wnętrza pojazdu. Montaż nowych ramp zakończono w połowie kwietnia 2015, w każdym pojeździe znalazły się po 4 takie rampy.
Pojazdy eksploatowane w Gdańsku i pochodzące z dostawy realizowanej od 2019, mogą według normatywów pomieścić 206 osób i mają opisy w alfabecie Braille’a. Ponadto powiększono w nich kabiny motorniczych, w których znalazły się uchwyty na kubek, radio FM, mała lodówka i defibrylator.
W tramwajach 134N zastosowano system antykolizyjny, który monitoruje odległość od obiektów znajdujących się przed wagonem.

## Eksploatacja
| Państwo        | Miasto         | Przewoźnik                   | Typ            | Lata dostaw    | Liczba |                      |
| -------------- | -------------- | ---------------------------- | -------------- | -------------- | ------ | -------------------- |
| Polska         | Warszawa       | Tramwaje Warszawskie         | 128N           | 2014–2015      | 50     | [ 17 ] [ 31 ]        |
| Polska         | Warszawa       | Tramwaje Warszawskie         | 134N           | 2015           | 30     | [ 17 ] [ 32 ]        |
| Polska         | Gdańsk         | Gdańskie Autobusy i Tramwaje | 128NG          | 2014–2015      | 5      | [ 17 ] [ 33 ]        |
| Polska         | Gdańsk         | Gdańskie Autobusy i Tramwaje |                | 2019–2021      | 30     | [ 14 ] [ 34 ] [ 35 ] |
| Łączna liczba: | Łączna liczba: | Łączna liczba:               | Łączna liczba: | Łączna liczba: | 115    |                      |

### Warszawa

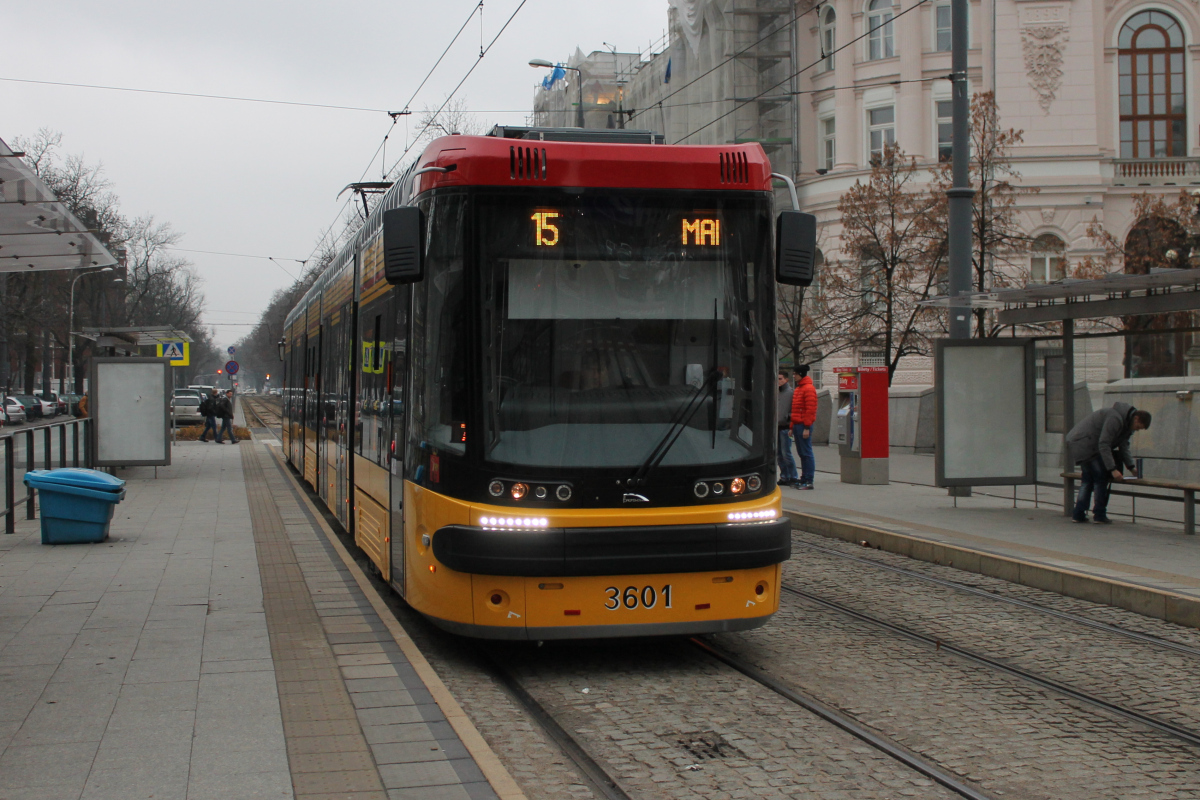
Pierwszy warszawski jazz duo na pl. Politechniki

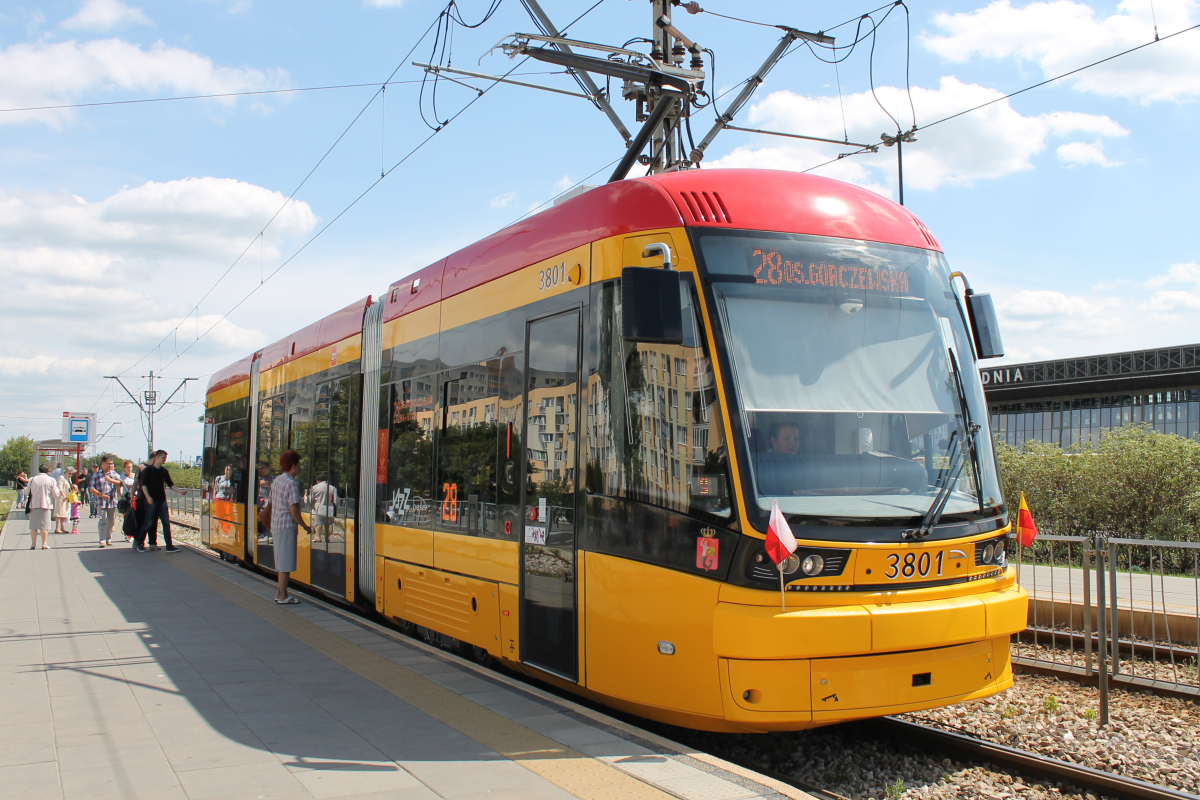
Pierwszy warszawski jazz przy Dworcu Wschodnim

Pierwsze zamówienie na Jazzy złożyła Warszawa, która zakupiła na mocy umowy z 21 marca 2013 czterdzieści pięć sztuk (w tym 2 sztuki dostosowane do nauki jazdy). Tramwaje zamówiono z myślą o wykorzystaniu podczas remontów torów, budowie nowych linii oraz do obsługi krótkich, najbardziej zatłoczonych odcinków. Z myślą o obsłudze takich odcinków planowano budowę torów odstawczych w miejscach, gdzie nie ma możliwości budowy pętli. Pierwszy tor odstawczy był planowany przy rondzie Daszyńskiego, pod którym budowana była stacja drugiej linii metra, a kolejny przy stacji Wierzbno. Pierwszego jazza dostarczono w ostatnich dniach czerwca 2014, a w nocy z 1 na 2 lipca rozpoczął jazdy testowe po ulicach Warszawy. 25 lipca warszawski jazz otrzymał homologację. 15 września 2014 podpisano umowę na zakup 5 kolejnych takich tramwajów, które miały zostać dostarczone między lipcem a wrześniem 2015 roku. 24 października jazz przeszedł test polegający na 18-godzinnej jeździe bez żadnej awarii, a 21 listopada rozpoczął kursy z pasażerami. W połowie lutego pierwszy jazz przeszedł test niezawodności polegający na przejechaniu 5000 km bez żadnej awarii. Na początku lipca w Warszawie znajdowało się 27 tramwajów 128N, z czego 11 było odebranych, a 10 w trakcie testów 5000 km. W sierpniu po raz pierwszy wykorzystano dwukierunkowość tramwajów podczas remontu torowiska na ulicy Grójeckiej. W połowie listopada zakończono odbiory jazzów z pierwszego zamówienia (zgodnie z umową dostawy miały zakończyć się w czerwcu), a do końca tego miesiąca dostarczono trzeci egzemplarz z drugiego zamówienia. Na początku grudnia do Warszawy dostarczono dwa ostatnie tramwaje typu 128N. 7 grudnia linia nr 11 została skrócona do ronda Daszyńskiego, gdzie tramwaje zmieniają kierunek na specjalnym łączniku torowym, z tego względu do obsługi linii skierowano wyłącznie tabor dwukierunkowy. W połowie grudnia do jazd z pasażerami były dopuszczone wszystkie warszawskie jazzy duo.
15 stycznia 2014 podpisano umowę na zakup 30 sztuk 3-członowych, jednokierunkowych tramwajów (w tym 2 sztuki dostosowane do nauki jazdy). Tramwaje zostały zamówione z myślą o mniej obciążonych liniach. 10 marca 2015 dostarczono pierwszy z nich, a 30 lipca rozpoczął on kursy z pasażerami i test 5 tys. km. Tego dnia obsługiwał linię nr 13. W połowie września pierwszy krótki jazz zdał test niezawodności. W połowie listopada w Warszawie znajdowało się 10 sztuk 3-członowych jazzów i 3 z nich rozpoczęły testowe jazdy z pasażerami. Do końca tego miesiąca dostarczono łącznie 17 egzemplarzy, z których 8 było dopuszczonych do jazd z pasażerami. Do 8 grudnia do Warszawy dostarczono 25 tramwajów typu 134N, a 16 grudnia zakończono dostawy tego modelu.
Do 31 grudnia 2015 Tramwaje Warszawskie dokonały odbioru końcowego łącznie 56 z 85 zamówionych tramwajów Pesy. Pozostałych 29 zostało odebranych warunkowo, by nie utracić dofinansowania unijnego. We wrześniu 2016 TW poinformowały, iż naliczyły Pesie 35 mln zł kar tytułem opóźnień w dostawach oraz przekroczenia rzeczywistej masy tramwaju 134N w stosunku do masy ofertowej.
W pierwszej połowie 2017 roku okazało się, że jazzy 134N wymagają prewencyjnego wzmocnienia konstrukcji. W połowie kwietnia jeden tramwaj miał już wzmocnioną konstrukcję, a drugi był w trakcie akcji serwisowej w Bydgoszczy.
W listopadzie 2018 Tramwaje Warszawskie podpisały z Mennicą Polską umowę na dostawę nowych biletomatów do wszystkich tramwajów TW.

### Gdańsk

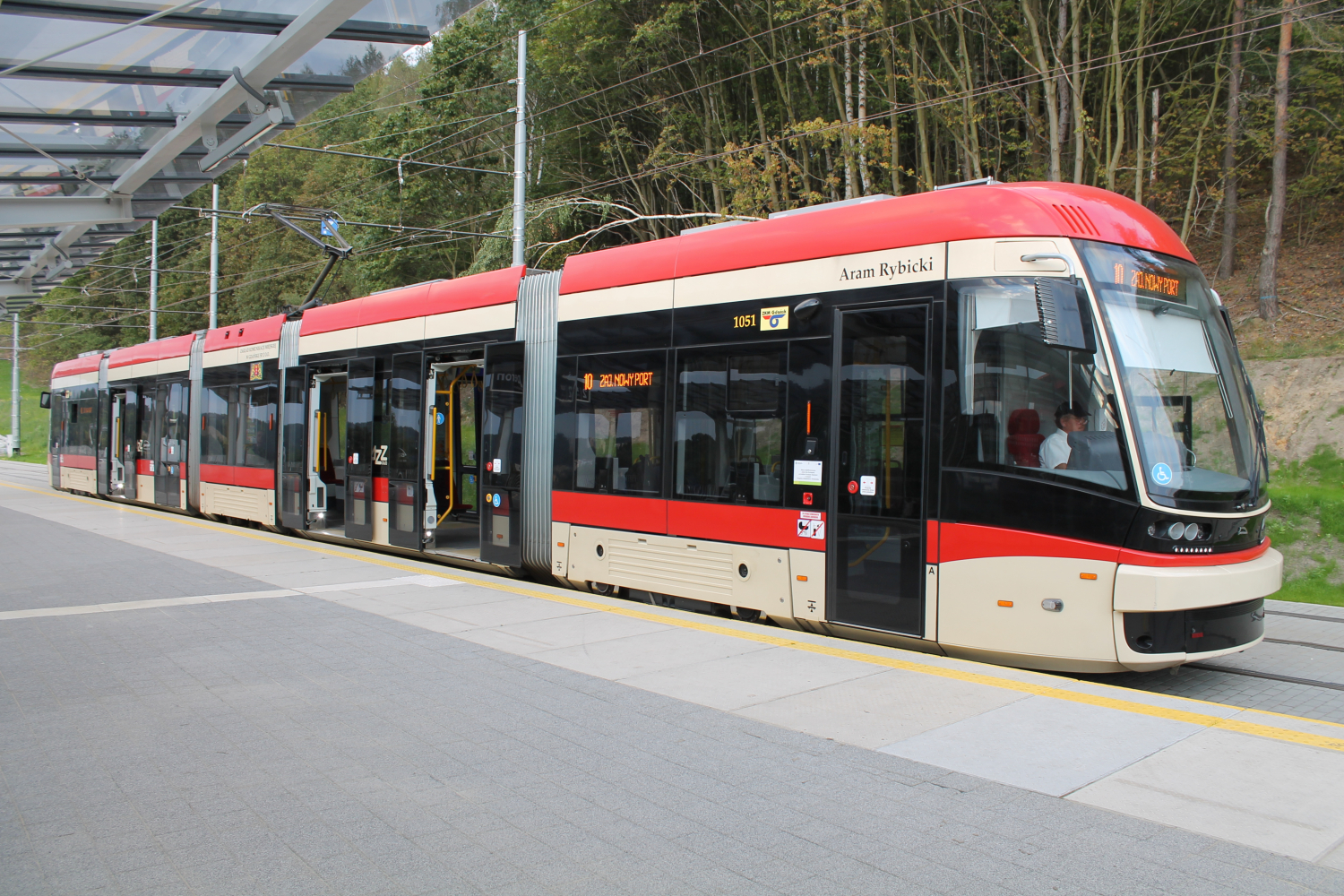
Jazz Duo na przystanku PKM Gdańsk Brętowo

Drugim zakładem, który zdecydował się na zakup Jazzów, był ówczesny ZKM Gdańsk (od 2017 roku Gdańskie Autobusy i Tramwaje). Stosowną umowę podpisano 25 września 2013 podczas targów Trako w Gdańsku. Tramwaje zamówiono wraz ze specjalistycznym wyposażeniem obsługowym, pakietem eksploatacyjno-naprawczym oraz pakietem naprawczym. 10 listopada 2014 dostarczono pierwszy tramwaj, który dwa dni później został publicznie zaprezentowany. W nocy z 18 na 19 stycznia 2015 dostarczono do Gdańska ostatni z zamówionych pojazdów (zgodnie z umową dostawy miały zakończyć się w grudniu). 30 stycznia 2015 wszystkie 5 tramwajów rozpoczęło kursy z pasażerami, skierowano je do obsługi linii nr 6. 21 sierpnia tramwaje rozpoczęły testy na nowej linii do dzielnicy Piecki-Migowo, a 31 sierpnia tamże regularne kursy z pasażerami.
Każdy tramwaj otrzymał nazwę w postaci imienia i nazwiska osoby zasłużonej dla Gdańska (Arkadiusz Rybicki, Erich Volmar, Jan Wullf, Lesser Giełdziński, Willi Drost), a pojazdy z drugiej partii otrzymały patronat takich postaci, jak Brunon Zwarra, Zbigniew Cybulski, Zbigniew Kosycarz, Lech Bądkowski i Roman Rogocz.
Do końca sierpnia 2016 tramwaje przejechały łącznie pół miliona kilometrów.
15 lutego 2018 podpisano umowę na dostawę kolejnych 15 pojazdów z opcją na dodatkowe 15 sztuk. Na poinformowanie producenta o skorzystaniu z prawa opcji GAiT miał czas do końca kwietnia 2019. Wartość kontraktu wynosi 138,3 mln zł, w tym 70 mln dotacji z UE. Koszt jednego pojazdu to 8 mln zł. Zamówione pojazdy mieszczą 206 osób i wyposażone zostały m.in. w defibrylator. Pięć pierwszych pojazdów miało trafić do Gdańska do 15 stycznia 2019, a następnie do połowy kwietnia 2019. Realizacja całości zamówienia miała się zakończyć w połowie sierpnia 2019. W kwietniu 2019 poinformowano o skorzystaniu z opcji na dodatkowe 15 tramwajów, które sfinansowane zostaną częściowo z kar nałożonych na producenta za opóźnienie dostaw (8,8 tys. zł brutto dziennie plus 5,5 tys. za każdy dzień braku realizacji usług serwisowych). Zgodnie z umową pierwszych 10 z 15 pojazdów miało zostać dostarczonych do połowy sierpnia 2019; pierwszy tramwaj miał pojawić się w Gdańsku w czerwcu, a regularne jazdy rozpocząć w lipcu 2019. Cała umowa ma zostać zrealizowana do końca 2020. 30 lipca 2019 dotarł pierwszy tramwaj z drugiej partii, kolejny pojazd dotarł w październiku. 25 września producent poinformował, że tramwaj otrzymał homologację. 31 października dokonano oficjalnej prezentacji obydwu tramwajów, które następnie skierowano do służby liniowej. Kolejne dwa wozy spodziewane były do końca 2019 (dotarł tylko wagon nr 1058), a jedenaście kolejnych w l. 2020-2021. Faktycznie dostawy pierwszej części zamówienia zakończono w nocy z 4 na 5 czerwca 2020, kiedy do Gdańska dotarł 15. (ostatni z tej transzy) tramwaj, który otrzymał niestandardowe malowanie w biało-zielone barwy, nawiązujące do klubu sportowego Lechia Gdańsk. Dostawy tramwajów z drugiej transzy trwały od 30 września 2020 do połowy lutego 2021. Dostawy jazzów pozwoliły na całkowite wycofanie z ruchu tramwajów Konstal 105Na. 13 grudnia 2021 podczas pożaru w zajezdni Nowy Port jeden z tramwajów został nadpalony, w wyniku czego został skierowany do naprawy u producenta, z której wrócił do Gdańska w sierpniu 2023.

## Nagrody i wyróżnienia
- 2015 – nagroda główna im. prof. Jana Podoskiego w kategorii Tabor szynowy podczas targów Trako dla tramwaju typu 134N[75].